# Sportjahr 1961
Liste der Sportjahre

◄◄ | ◄ | 1957 | 1958 | 1959 | 1960 | Sportjahr 1961 | 1962 | 1963 | 1964 | 1965 | ► | ►►

Weitere Ereignisse

## Badminton
Höhepunkte des Badmintonjahres 1961 waren der Thomas Cup 1961 sowie die All England, die Irish Open, die Scottish Open, die German Open, die Dutch Open, die Südostasienspiele und die French Open. 

### Internationale Veranstaltungen
| Veranstaltung | Herreneinzel     | Dameneinzel             | Herrendoppel                           | Damendoppel                            | Mixed                                           |
| ------------- | ---------------- | ----------------------- | -------------------------------------- | -------------------------------------- | ----------------------------------------------- |
| All England   | Erland Kops      | Judy Hashman            | Finn Kobberø Jørgen Hammergaard Hansen | Judy Hashman Sue Devlin Peard          | Finn Kobberø Kirsten Granlund                   |
| French Open   | Erland Kops      | Hanne Jensen            | Finn Kobberø Erland Kops               | Rita A. Rabey Janet Brennan            | Erland Kops Hanne Jensen                        |
| German Open   | Ferry Sonneville | Judy Hashman            | Hugh Findlay Tony Jordan               | Judy Hashman Sonia Cox                 | Yeoh Kean Hua Judy Hashman                      |
| Malaysia Open | Jim Poole        | Tan Gaik Bee            | Tan Yee Khan Ng Boon Bee               | Tan Gaik Bee Cecilia Samuel            |                                                 |
| Swedish Open  | Leif Ekedahl     | Tonny Holst-Christensen | Tony Jordan Peter Waddell              | Hanne Andersen Tonny Holst-Christensen | Bjørn Holst-Christensen Tonny Holst-Christensen |

## Fechten
- Fechtweltmeisterschaften 1961

## Handball
- Handball-Weltmeisterschaft der Männer 1961

## Leichtathletik

### Leichtathletik-Weltrekorde

#### Sprint
- 19. August: Wilma Rudolph, USA, läuft die 100 Meter der Frauen 11,2 s.

#### Hindernislauf
- 28. Juni: Hryhorij Taran, Sowjetunion, läuft die 3000 Meter Hindernis der Männer in 8:31,2 min.
- 26. Juli: Zdzisław Krzyszkowiak, Polen, läuft die 3000 Meter Hindernis der Männer in 8:30,4 min.

#### Gehen
- 17. August: Grigori Klimow, Sowjetunion, absolviert das 50.000-Meter-Gehen der Männer in 4:01:39 h.
- 5. September: Mikhail Lawrow, Sowjetunion, geht die 50.000 Meter der Männer in 4:00:50 h.

#### Wurfdisziplinen
- 1. Mai: Tamara Press, Sowjetunion, erreicht im Diskuswurf der Frauen 58,06 m.
- 20. Mai: Tamara Press, Sowjetunion, erreicht im Diskuswurf der Frauen 58,98 m.
- 1. Juli: Carlo Lievore, Italien, erreicht im Speerwurf der Männer 86,74 m.
- 11. August: Jay Silvester, USA, wirft den Diskus in der Disziplin der Männer 60,56 m.
- 20. August: Jay Silvester, USA, erreicht im Diskuswurf der Männer 60,72 m.

#### Sprungdisziplinen
- 18. Juni: Waleri Brumel, Sowjetunion, erreicht im Hochsprung der Männer 2,23 m.
- 20. Juni: George Davies, USA, erreicht im Stabhochsprung der Männer 4,83 m.
- 27. Juni: Ralph Boston, USA, erreicht im Weitsprung der Männer 8,24 m.
- 16. Juli: Waleri Brumel, Sowjetunion, erreicht im Hochsprung der Männer 2,24 m.
- 16. Juli: Ralph Boston, USA, sprang im Weitsprung der Männer 8,28 m.
- 18. Juli: Iolanda Balaș, Rumänien, erreicht im Hochsprung der Frauen 1,88 m.
- 8. August: Iolanda Balaș, Rumänien, erreicht im Hochsprung der Frauen 1,90 m.
- 16. August: Iolanda Balaș, Rumänien, erreicht im Hochsprung der Frauen 1,91 m.
- 16. August: Tatjana Schtschelkanowa, Sowjetunion, erreicht im Weitsprung der Frauen 6,48 m.
- 16. August: Ralph Boston, USA, erreicht im Weitsprung der Männer 8,28 m.
- 31. August: Waleri Brumel, Sowjetunion, springt im Hochsprung der Männer 2,25 m.

## Motorsport
- Formel-1-Weltmeisterschaft 1961
- Motorrad-Weltmeisterschaft 1961

## Radsport
- Giro d’Italia 1961
- Tour de France 1961
- Internationale Afri-Cola Deutschland-Rundfahrt 1961
- Internationale Friedensfahrt 1961
- UCI-Bahn-Weltmeisterschaften 1961
- UCI-Straßen-Weltmeisterschaften 1961
- DDR-Rundfahrt 1961

## Ringen
- Ringer-Weltmeisterschaften 1961

## Rudern
- 1. April: Cambridge besiegt Oxford im Boat Race in 19′22″.

## Schach
- Schachweltmeisterschaft 1961

## Tischtennis
- Tischtennisweltmeisterschaft 1961 5. bis zum 14. April in Peking (China)
- Länderspiele Deutschlands (Freundschaftsspiele)
  - 8. März: Saarbrücken: D. – Frankreich 5:0 (Herren)
  - 20. April: Deventer: D. – Niederlande 8:1 (Herren)
  - 9. Oktober: Mainz: D. – Österreich 5:1 (Herren)
  - 29. Oktober: München: D. – Schweden 3:5 (Herren)
  - 29. Oktober: Salzburg: D. – Österreich 2:3 (Damen)
  - Dezember: Berlin: D. – England 5:1 (Herren)

## Wintersport
- Biathlon-Weltmeisterschaft 1961
- Bob-Weltmeisterschaft 1961
- Eishockey-Weltmeisterschaft 1961
- Rennrodel-Weltmeisterschaften 1961

## Geboren

### Januar
- 01. Januar: Boris Nikolajewitsch Korezki, sowjetischer Florettfechter
- 03. Januar: Lynn Hill, US-amerikanische Sportkletterin
- 07. Januar: Frank Harting, deutscher Handballspielerin
- 08. Januar: Keith Arkell, englischer Schachspieler
- 08. Januar: Calvin Smith, US-amerikanischer Leichtathlet und Olympiasieger
- 08. Januar: Klaus Gattermann, deutscher Skiläufer
- 09. Januar: Uwe Anweiler, deutscher Fußballspieler
- 12. Januar: Andrea Carnevale, italienischer Fußballspieler
- 12. Januar: Stefano Ceccaroni, schweizerisch-italienischer Fußballtrainer
- 17. Januar: Maia Tschiburdanidse, georgische Schachspielerin
- 18. Januar: Mark Messier, kanadischer Eishockeyspieler
- 21. Januar: Cornelia Pröll, österreichische Skirennläuferin
- 22. Januar: Narine Antonyan, armenische Tischtennisspielerin
- 23. Januar: Fausto Gresini, italienischer Motorradrennfahrer († 2021)
- 24. Januar: Guido Buchwald, deutscher Fußballspieler und -trainer

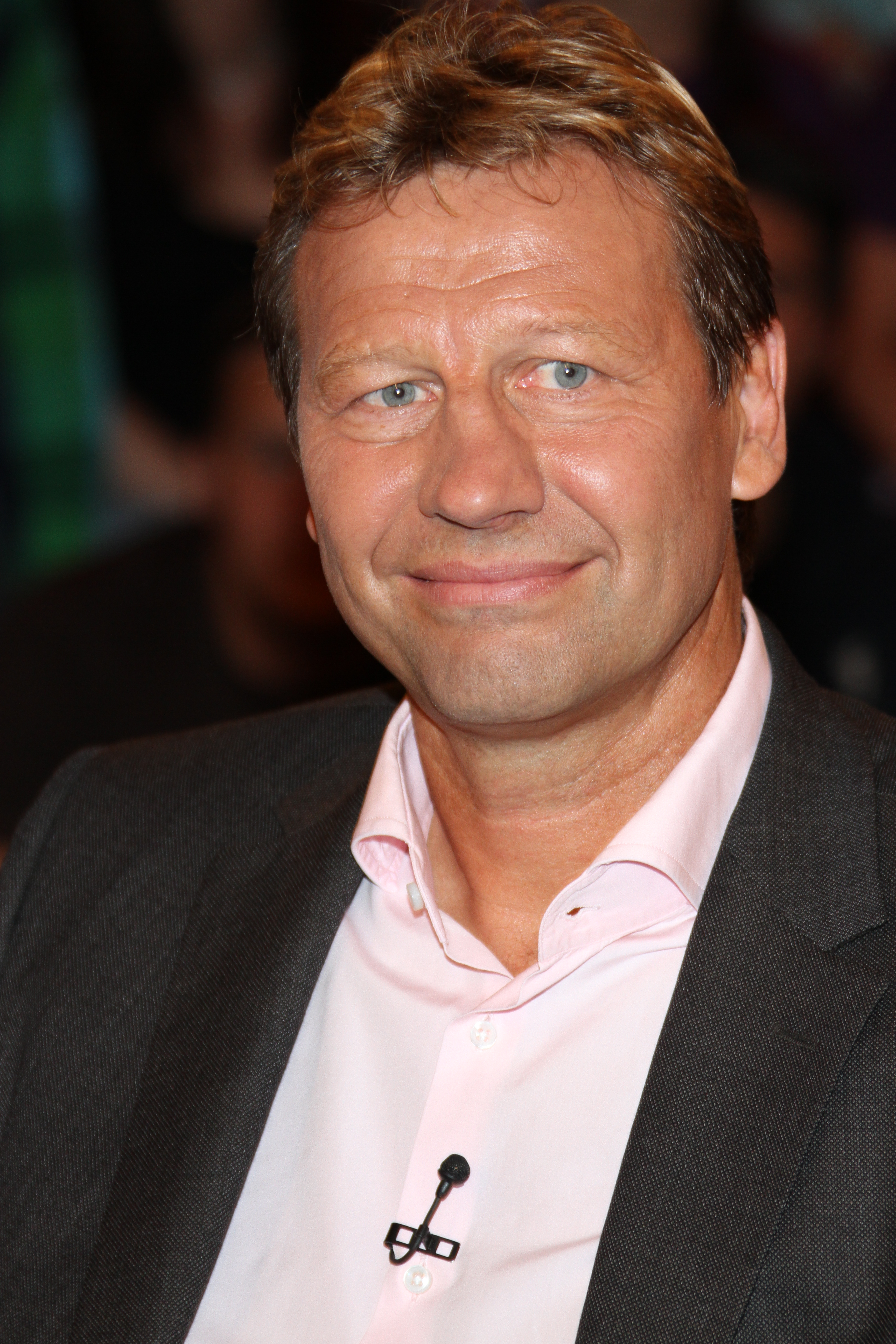
Guido Buchwald

- 24. Januar: Christa Kinshofer, deutsche Skirennläuferin
- 26. Januar: Wayne Gretzky, kanadischer Eishockeyspieler

### Februar
- 01. Februar: Armin Veh, deutscher Fußballtrainer
- 03. Februar: Jay Adams, US-amerikanischer Skateboarder († 2014)
- 06. Februar: Bernd Dittert, deutscher Bahnradfahrer, Bundestrainer im Bahnradsport
- 08. Februar: Ralf Åkesson, schwedischer Schachgroßmeister
- 08. Februar: Christian Fitzek, deutscher Handballspieler und -trainer
- 10. Februar: Eva Pfaff, deutsche Tennisspielerin
- 13. Februar: Jürgen Adams, deutscher Eishockeyspieler
- 15. Februar: Katriina Elovirta, finnische Fußballschiedsrichterin, Fußballspielerin und Sportfunktionärin († 2018)
- 17. Februar: Ariane Ehrat, Schweizer Skirennläuferin
- 18. Februar: Marion Aizpors, deutsche Schwimmerin

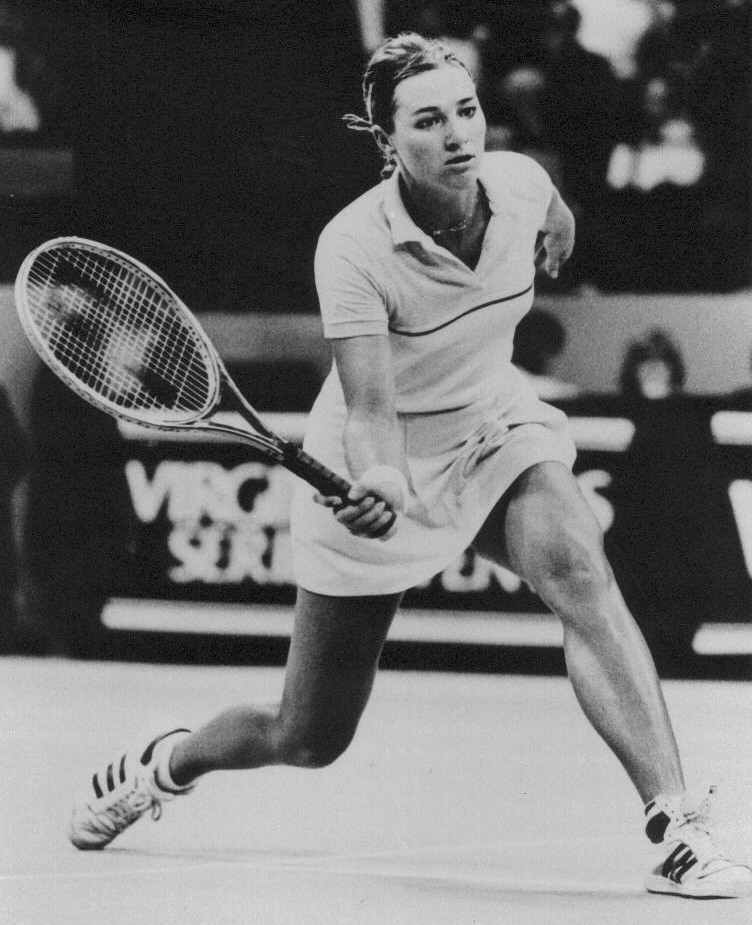
Alycia Moulton

- 18. Februar: Alycia Moulton, US-amerikanische Tennisspielerin
- 18. Februar: Frank Schulz, deutscher Fußballspieler
- 19. Februar: Pirjo Aalto, finnische Biathletin
- 19. Februar: Justin Fashanu, britischer Fußballspieler († 1998)
- 23. Februar: Juri Alexejewitsch Sokolow, sowjetischer Judoka († 1990)
- 24. Februar: Giancarlo Corradini, italienischer Fußballspieler und -trainer
- 26. Februar: Joachim Philipkowski, deutscher Fußballspieler und -trainer
- 26. Februar: Souleymane Sané, senegalesisch-französischer Fußballspieler und -trainer
- 27. Februar: Hans-Jörg Klindt, deutscher Handballtrainer, Lehrer und ehemaliger Handballspieler
- 27. Februar: James Worthy, US-amerikanischer Basketballspieler

### März
- 04. März: Sabine Everts, deutsche Leichtathletin
- 04. März: Erwin Resch, österreichischer Skirennläufer
- 04. März: Michail Wassiljew, russischer Handballspieler und -trainer
- 08. März: Larry Murphy, kanadischer Eishockeyspieler
- 09. März: Irina Wassiljewna Poljakowa, russische Wintersportlerin und Trainerin
- 09. März: Norbert Schlegel, deutscher Fußballspieler und -trainer
- 10. März: Mike Bullard, kanadischer Eishockeyspieler und -trainer
- 13. März: Frank Gersch, deutscher Handballspieler
- 13. März: Sebastiano Nela, italienischer Fußballspieler
- 14. März: Brigitte Graune, deutsche Leichtathletin
- 14. März: Lutz Grosser, deutscher Handballtorwart
- 15. März: Sabine Baeß, deutsche Eiskunstläuferin
- 15. März: Max Julen, Schweizer Skirennfahrer und Olympiasieger
- 17. März: Dan Olsen, kanadischer Eishockeyspieler und -trainer
- 18. März: Heidi Preuss, US-amerikanische Skirennläuferin
- 19. März: Rune Bratseth, norwegischer Fußballspieler

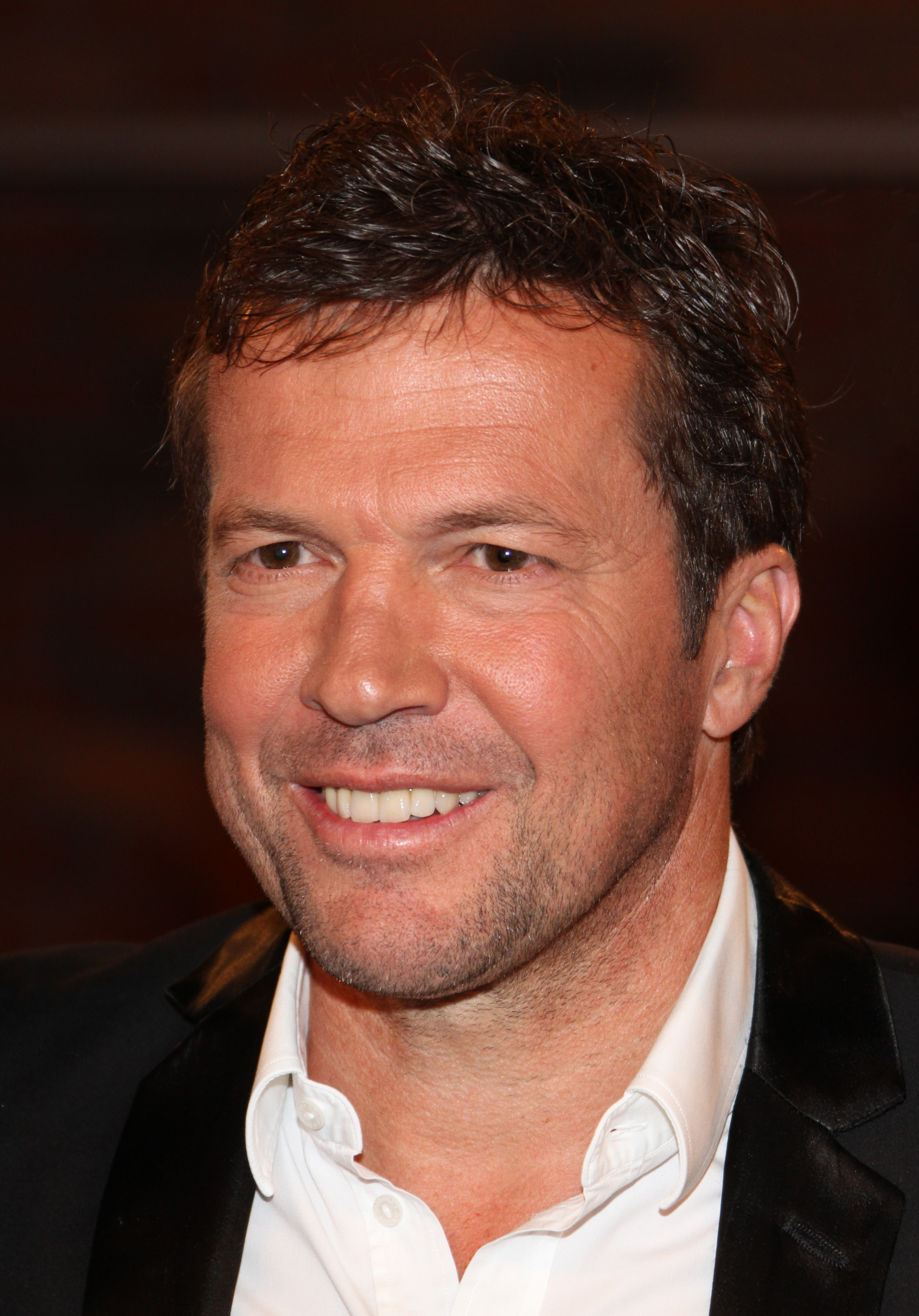
Lothar Matthäus

- 21. März: Lothar Matthäus, deutscher Fußballspieler
- 27. März: Tony Rominger, Schweizer Radrennfahrer
- 30. März: Mike Thackwell, neuseeländischer Automobilrennfahrer

### April
- 01. April: Regine Mösenlechner, deutsche Skirennläuferin
- 03. April: Angelo d’Arrigo, italienischer Gleitschirm- und Hängegleiterpilot († 2006)
- 04. April: Markus Löw, deutscher Fußballspieler
- 05. April: Michael Biegler, deutscher Handballtrainer
- 07. April: Luigi De Agostini, italienischer Fußballspieler
- 09. April: Robert Zoller, österreichischer Skirennläufer
- 15. April: José Anigo, französischer Fußballspieler, -trainer und -funktionär
- 15. April: Michael Paul, deutscher Handballspieler
- 15. April: Kerstin Walther, deutsche Leichtathletin
- 17. April: Geet Sethi, indischer Billardspieler und Weltmeister
- 17. April: Igor Solopov, russischer und estnischer Tischtennisspieler († 2019)
- 19. April: Kirsten Emmelmann, deutsche Leichtathletin
- 19. April: Baldassarre Monti, italienischer Motorradrennfahrer († 2008)
- 20. April: Paolo Barilla, italienischer Automobilrennfahrer
- 22. April: Flemming Hansen, dänischer Handballspieler
- 22. April: Jeff Hostetler, US-amerikanischer American-Football-Spieler
- 23. April: Ralf Agolli, deutscher Fußballtrainer
- 23. April: Chris Kneifel, US-amerikanischer Automobilrennfahrer und Motorsportfunktionär
- 23. April: Frank Lippmann, deutscher Fußballspieler
- 23. April: Pierluigi Martini, italienischer Automobilrennfahrer
- 24. April: Tetsuya Totsuka, japanischer Fußballspieler
- 25. April: Agneta Andersson, schwedische Kanutin, Olympiasiegerin und Weltmeisterin († 2023)
- 25. April: Ralf Forster, deutscher Fußballspieler
- 26. April: Leif Andersson, schwedischer Biathlet
- 27. April: Karl Alpiger, Schweizer Skirennläufer
- 27. April: Mónica Regonesi, chilenische Mittel- und Langstreckenläuferin
- 30. April: Arnór Guðjohnsen, isländischer Fußballspieler
- 30. April: Franky Van Der Elst, belgischer Fußballspieler
- 30. April: Thomas Schaaf, deutscher Fußballspieler und Trainer
- 30. April: Isiah Thomas, US-amerikanischer Basketballspieler

### Mai
- 01. Mai: Clint Malarchuk, kanadischer Eishockeyspieler
- 04. Mai: Luis Herrera, kolumbianischer Radrennfahrer
- 05. Mai: Russ Adam, kanadischer Eishockeyspieler und -trainer
- 10. Mai: Béatrice Abgrall, französische Tischtennisspielerin
- 11. Mai: Iwan Mischtschenko, sowjetisch-russischer Radrennfahrer
- 12. Mai: Thomas Dooley, US-amerikanischer Fußballspieler
- 13. Mai: Ásta Breiðfjörð Gunnlaugsdóttir, isländische Fußballspielerin

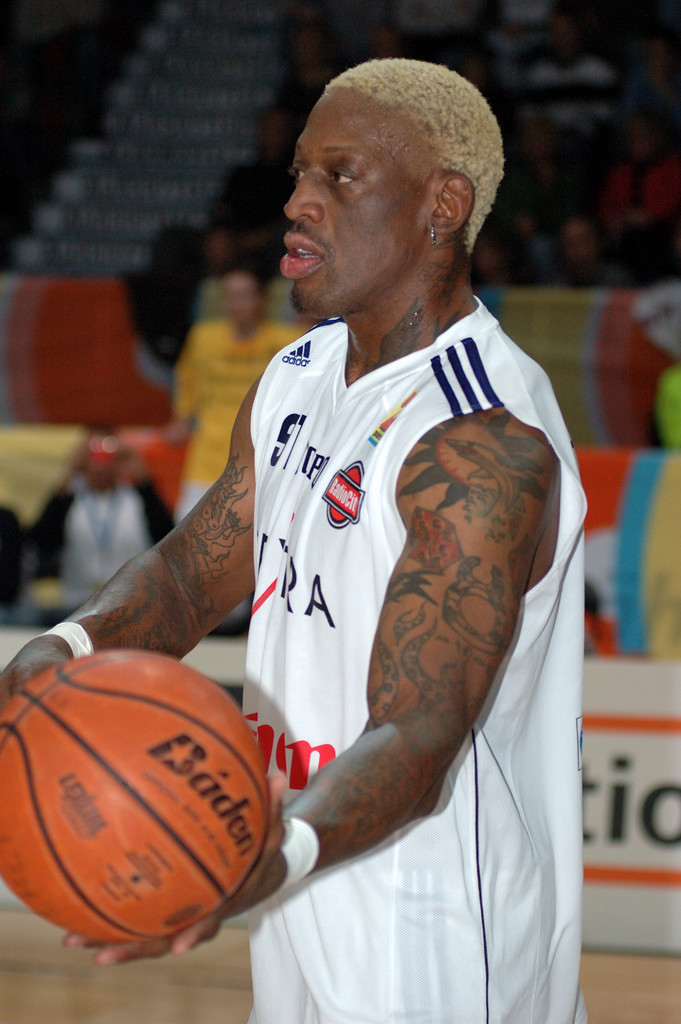
Dennis Rodman

- 13. Mai: Dennis Rodman, US-amerikanischer Basketballspieler
- 19. Mai: Firdaus Kabirow, russischer Marathonrallyefahrer
- 23. Mai: Michael Eder, deutscher Skirennläufer
- 23. Mai: Daniele Massaro, italienischer Fußballspieler
- 24. Mai: Maria Rosa Quario, italienische Skirennläuferin
- 26. Mai: Matthias Ahrens, deutscher Skilangläufer, Biathlet und Biathlontrainer
- 27. Mai: Pierre-Henri Raphanel, französischer Automobilrennfahrer

### Juni
- 01. Juni: Gabi Zange, deutsche Eisschnellläuferin
- 01. Juni: Paul Coffey, kanadischer Eishockeyspieler
- 01. Juni: Werner Günthör, Schweizer Leichtathlet
- 02. Juni: Manfred Ahne, deutscher Eishockeyspieler
- 02. Juni: Joachim Zeller, deutscher Fußballspieler
- 03. Juni: Beat Züger, Schweizer Schachspieler († 2023)
- 04. Juni: Walentin Iwanow, russischer FIFA-Schiedsrichter und Sportlehrer
- 05. Juni: Anke Behmer, deutsche Leichtathletin
- 05. Juni: Ramesh Krishnan, indischer Tennisspieler
- 06. Juni: Wolfgang Trautwein, deutscher Sportschütze
- 08. Juni: Kurt Artner, österreichischer Sportschütze († 2005)
- 08. Juni: Earl Strickland, US-amerikanischer Poolbillard-Spieler
- 09. Juni: Pascal Gibon, französischer Automobilrennfahrer und Unternehmer
- 12. Juni: Gary Wayne Athans, kanadischer alpiner Skirennläufer
- 14. Juni: Dirk Schlegel, deutscher Fußballspieler
- 15. Juni: René Arredondo, mexikanischer Boxer
- 15. Juni: Halvor Asphol, norwegischer Skispringer
- 17. Juni: Luca Marmorini, italienischer Motortechniker
- 18. Juni: Jörg Löhr, deutscher Handballspieler und Wirtschaftsberater

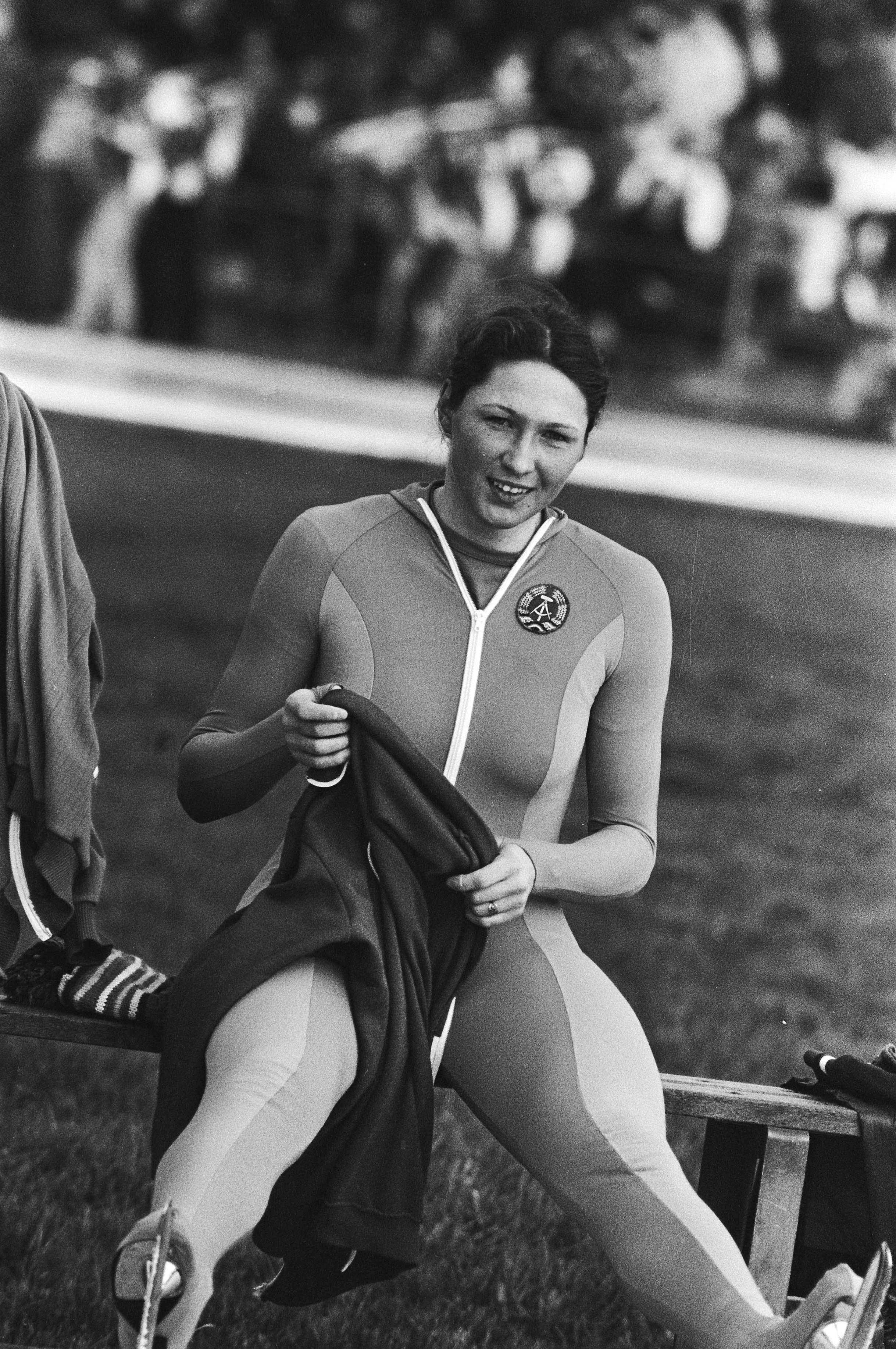
Karin Enke

- 20. Juni: Karin Enke, deutsche Eisschnellläuferin
- 21. Juni: Imre Bácskai, ungarischer Boxer
- 22. Juni: Patrice Lafargue, französischer Automobilrennfahrer und Unternehmer
- 23. Juni: Rui Pinto de Abreu, portugiesischer Schwimmer († 1982)
- 23. Juni: Mark Armstrong, britischer Springreiter
- 23. Juni: Andrea Borella, italienischer Fechter und Olympiasieger
- 24. Juni: Susanne Beyer, deutsche Leichtathletin
- 26. Juni: Greg LeMond, US-amerikanischer Radrennfahrer
- 27. Juni: André Ahrlé, deutscher Unternehmer und Automobilrennfahrer
- 30. Juni: Undine Bremer, deutsche Leichtathletin

### Juli

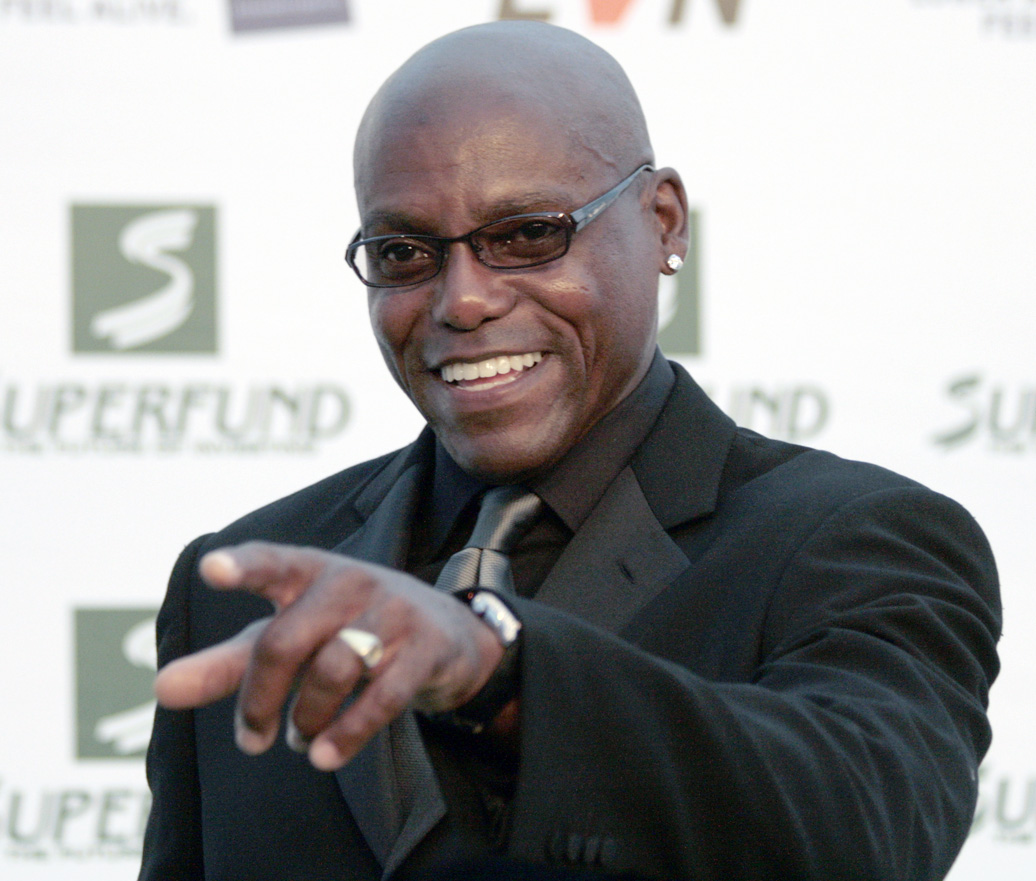
Carl Lewis

- 01. Juli: Carl Lewis, US-amerikanischer Leichtathlet und Olympiasieger
- 04. Juli: Axel Schaumann, deutscher Hürdenläufer
- 06. Juli: Benita Fitzgerald-Brown, US-amerikanische Leichtathletin und Olympiasiegerin
- 12. Juli: Espen Andersen, norwegischer Nordischer Kombinierer
- 18. Juli: Conny Kissling, Schweizer Freestyle-Skierin
- 18. Juli: Pasi Rautiainen, finnischer Fußballspieler
- 19. Juli: Niall Mackenzie, britischer Motorradrennfahrer
- 20. Juli: Robyn Lorraway, australische Weitspringerin
- 20. Juli: Ria Visser, niederländische Eisschnellläuferin
- 23. Juli: Luis Montoya, kolumbianischer Fußballtrainer
- 25. Juli: Franz Engstler, deutscher Automobilrennfahrer
- 25. Juli: Emilio de la Forest de Divonne, italienischer Jurist, Politiker und Sportfunktionär
- 26. Juli: Iolanda Tschen, russische Leichtathletin
- 27. Juli: Juri Schlünz, deutscher Fußballspieler
- 28. Juli: Yannick Dalmas, französischer Automobilrennfahrer
- 31. Juli: Chris Hinton, US-amerikanischer American-Football-Spieler

### August
- 01. August: Allen Berg, kanadischer Automobilrennfahrer
- 01. August: Danny Blind, niederländischer Fußballspieler
- 01. August: Weniamin But, russischer Ruderer und Ruderfunktionär
- 02. August: Gustav Weder, Schweizer Bobfahrer
- 04. August: Andreas Anter, deutscher Fußballspieler
- 06. August: Reno Achenbach, deutscher Fußballspieler († 2010)
- 06. August: Terje Næss, norwegischer Langstreckenläufer
- 07. August: Jelena Dawydowa, sowjetisch-russische Kunstturnerin und zweifache Olympiasiegerin
- 12. August: Tetjana Samolenko-Dorowskych, ukrainische Leichtathletin
- 12. August: Gottardo Gottardi, Schweizer Schach-Großmeister im Fernschach
- 13. August: Chad Brown, US-amerikanischer Pokerspieler († 2014)
- 15. August: Chris Brown, US-amerikanischer Baseballspieler († 2006)
- 15. August: Dietmar Mögenburg, deutscher Leichtathlet
- 17. August: Patrick Carroll, australischer Langstreckenläufer
- 17. August: Stephan Hauck, deutscher Handballspieler
- 19. August: Darryl Wills, US-amerikanischer Automobilrennfahrer
- 21. August: Gerardo Barbero, argentinischer Schachgroßmeister († 2001)
- 21. August: Lance Deal, US-amerikanischer Hammerwerfer
- 25. August: Oleg Boschjew, russischer Eisschnellläufer
- 27. August: Achim Stadler, deutscher Radrennfahrer († 2022)

### September
- 01. September: Marina Logwinenko, russische Sportschützin
- 02. September: Carlos Valderrama, kolumbianischer Fußballspieler
- 03. September: Michael Schulz, deutscher Fußballspieler
- 08. September: Michael Ferlings, deutscher Badmintonspieler
- 09. September: Jan-Eric Antonsson, schwedischer Badmintonspieler
- 10. September: Jörg Freimuth, deutscher Leichtathlet
- 12. September: Hans Sennewald, deutscher Ruderer
- 13. September: Željko Buvač, bosnischer Fußballtrainer
- 13. September: Walter Hörmann, österreichischer Fußballspieler und -trainer
- 15. September: Dan Marino, US-amerikanischer American-Football-Spieler
- 17. September: Alexander Portnow, sowjetischer Wasserspringer und Olympiasieger
- 19. September: Josimar, brasilianischer Fußballspieler
- 20. September: Erwin Koeman, niederländischer Fußballspieler
- 24. September: Burghard Deleroi, deutscher Fußballspieler († 2021)
- 24. September: Nancy Garapick, kanadische Schwimmerin
- 27. September: Wolfgang Hauner, deutscher Fußballfunktionär
- 28. September: Jordanka Donkowa, bulgarische Leichtathletin und Olympiasiegerin
- 29. September: Sergej Iwanow, russischer Schachgroßmeister
- 30. September: Eric van de Poele, belgischer Automobilrennfahrer

### Oktober
- 01. Oktober: Thomas von Heesen, deutscher Fußballspieler und -trainer
- 01. Oktober: Walter Mazzarri, italienischer Fußballspieler und -trainer
- 03. Oktober: Walter Hainer, deutscher Fußballspieler
- 04. Oktober: Henry Amike, nigerianischer Leichtathlet
- 05. Oktober: Bernd Arnholdt, deutscher Fußballspieler
- 06. Oktober: Katrin Dörre-Heinig, deutsche Langstreckenläuferin und Olympiadritte
- 09. Oktober: Julian Bailey, britischer Automobilrennfahrer
- 09. Oktober: Martial Fesselier, französischer Sportgeher
- 10. Oktober: Diego Castro, chilenischer Fußballspieler
- 12. Oktober: Mary Wagner, deutsche Leichtathletin
- 13. Oktober: Doc Rivers, US-amerikanischer Basketballtrainer und -spieler
- 14. Oktober: Perry Anderson, kanadischer Eishockeyspieler
- 14. Oktober: Brian Laws, englischer Fußballspieler
- 15. Oktober: Mikael Appelgren, schwedischer Tischtennisspieler
- 16. Oktober: René Hecht, deutscher Volleyballspieler und -funktionär
- 18. Oktober: Othmane Belfaa, algerischer Hochspringer
- 20. Oktober: Ian Rush, walisischer Fußballspieler
- 23. Oktober: Andoni Zubizarreta, spanischer Fußballspieler
- 29. Oktober: Cornelia Oschkenat, deutsche Leichtathletin
- 31. Oktober: Alonzo Babers, US-amerikanischer Leichtathlet und Olympiasieger

### November
- 01. November: Carmel Muscat, maltesischer Radrennfahrer († 2025)
- 05. November: Helmut de Raaf, deutscher Eishockeytormann und -trainer
- 07. November: Igor Glek, russischer Schachspieler, -trainer und -autor
- 07. November: Mark Hateley, englischer Fußballspieler
- 07. November: Torsten Spittler, deutscher Fußballspieler
- 09. November: Lutz Schülbe, deutscher Fußballspieler
- 12. November: Nadia Comăneci, rumänische Turnerin
- 12. November: Mohala Mohloli, lesothischer Langstreckenläufer
- 17. November: Helmut Bradl, deutscher Motorradrennfahrer
- 17. November: Wolfram Wuttke, deutscher Fußballspieler († 2015)
- 18. November: John Andersen, dänischer Fußballspieler
- 19. November: Bogdan Wenta, deutscher Handballspieler und -trainer
- 20. November: Urmas Kaldvee, estnischer Biathlet
- 21. November: Martin Andermatt, Schweizer Fußballtrainer
- 22. November: Alemão, brasilianischer Fußballspieler
- 27. November: Norbert Dickel, deutscher Fußballspieler

### Dezember
- 06. Dezember: Manuel Reuter, deutscher Automobilrennfahrer
- 06. Dezember: Chris Valentine, kanadischer Eishockeyspieler und Trainer
- 10. Dezember: Mark McKoy, kanadischer Leichtathlet und Olympiasieger
- 11. Dezember: Jorge da Silva, uruguayischer Fußballtrainer und Fußballspieler
- 11. Dezember: Ingo Appelt, österreichischer Wintersportler
- 12. Dezember: Andrei Perlow, russischer Leichtathlet und Olympiasieger
- 13. Dezember: Ranza Clark, kanadische Leichtathletin
- 13. Dezember: Gary Zimmerman, US-amerikanischer American-Football-Spieler
- 14. Dezember: Hermann Schulz, deutscher Eiskunstläufer
- 19. Dezember: Claude-Yves Gosselin, französischer Automobilrennfahrer und Unternehmer
- 19. Dezember: Reggie White, US-amerikanischer American-Football-Spieler († 2004)
- 20. Dezember: Freddie Spencer, US-amerikanischer Motorradrennfahrer
- 20. Dezember: Ricardo Toro, chilenischer Fußballspieler
- 31. Dezember: Rainer Ernst, deutscher Fußballspieler

## Gestorben

### Januar
- 01. Januar: Alastair Denniston, britischer Hockeyspieler (* 1881)
- 05. Januar: Georg Schneider, deutscher Fußballspieler (* 1892)
- 05. Januar: Cor Zegger, niederländischer Schwimmer (* 1897)
- 06. Januar: Sameli Tala, finnischer Leichtathlet (* 1893)
- 13. Januar: Herman Glass, US-amerikanischer Turner (* 1880)
- 15. Januar: Albert Oldman, britischer Boxer (* 1883)
- 16. Januar: Max Schöne, deutscher Schwimmer und Wasserballspieler (* 1880)
- 17. Januar: Kenneth Glass, kanadischer Segler (* 1913)
- 23. Januar: Gyula Bíró, ungarischer Fußballspieler und -trainer (* 1890)
- 24. Januar: Alfred Gilbert, US-amerikanischer Leichtathlet (* 1884)
- 27. Januar: Voldemārs Plade, lettischer Fußballspieler und -trainer (* 1900)
- 28. Januar: Ingvald Eriksen, dänischer Turner (* 1884)
- 30. Januar: Adolf Tannert, deutscher Kunstturner (* 1875)

### Februar
- 05. Februar: Humbert Lundén, schwedischer Segler (* 1882)
- 09. Februar: Niels Nielsen, norwegischer Segler (* 1883)
- 09. Februar: Louis Quempe, französischer Turner (* 1883)
- 12. Februar: Armand Magyar, ungarischer Ringer (* 1898)
- 12. Februar: John Skrataas, norwegischer Turner (* 1890)
- 14. Februar: Piet Ooms, niederländischer Schwimmer und Wasserballspieler (* 1884)
- 15. Februar: Laurence Owen, US-amerikanische Eiskunstläuferin (* 1944)
- 15. Februar: Maribel Vinson, US-amerikanische Eiskunstläuferin und Eiskunstlauftrainerin (* 1911)
- 18. Februar: Johannes Birk, dänischer Turner (* 1893)
- 26. Februar: Umberto De Morpurgo, italienischer Tennisspieler (* 1896)
- 27. Februar: Platt Adams, US-amerikanischer Leichtathlet (* 1885)

### März
- 03. März: Alan Bailey, kanadischer Ruderer (* 1881)
- 05. März: Léon Quaglia, französischer Eishockeyspieler und Eisschnellläufer (* 1896)
- 05. März: Fritjof Svensson, schwedischer Ringer (* 1896)
- 06. März: Erich Arndt, deutscher Bahnradsportler (* 1911)
- 07. März: Bill Harris, US-amerikanischer Schwimmer (* 1897)
- 10. März: Jane Gylling, schwedische Schwimmerin (* 1902)
- 12. März: Victor d’Arcy, britischer Leichtathlet (* 1887)
- 14. März: Ben Adams, US-amerikanischer Leichtathlet (* 1890)
- 19. März: Malcolm Svensson, schwedischer Leichtathlet (* 1885)
- 22. März: Pietro Ivanov, italienischer Ruderer (* 1894)
- 25. März: Birger Andreassen, norwegischer Radrennfahrer (* 1891)
- 28. März: Albert Lindqvist, schwedischer Tennisspieler (* 1888)
- 31. März: René Waleff, französischer Ruderer (* 1874)

### April
- 06. April: Knut Lindberg, schwedischer Leichtathlet (* 1882)
- 08. April: Alan Barrett, britischer Ruderer (* 1912)
- 12. April: Alexandre Girard-Bille, Schweizer Skisportler (* 1899)
- 14. April: Harry Ryan, englischer Radrennfahrer und Radsportfunktionär (* 1893)
- 21. April: Serafino Mazzarocchi, italienischer Turner (* 1890)
- 24. April: Henri Aldebert, französischer Bobfahrer und Curlingspieler (* 1880)
- 25. April: Robert Garrett, US-amerikanischer Leichtathlet (* 1875)
- 25. April: Václav Pšenička senior, tschechoslowakischer Gewichtheber (* 1906)
- 28. April: Georg Albertsen, dänischer Turner (* 1889)
- 29. April: René Savoie, Schweizer Eishockeyspieler (* 1896)
- 30. April: Jan De Bie, belgischer Fußballtorhüter (* 1892)

### Mai
- 01. Mai: Patrick Brennan, kanadischer Lacrossespieler (* 1877)
- 03. Mai: Dickie Boon, kanadischer Eishockeyspieler (* 1878)
- 04. Mai: Wouter Brouwer, niederländischer Fechter (* 1882)
- 04. Mai: Johannes Hengeveld, niederländischer Tauzieher (* 1894)
- 09. Mai: Vaadjuv Nyqvist, norwegischer Segler (* 1902)
- 14. Mai: Harry Alabaster Parker, neuseeländischer Tennisspieler (* 1873)
- 15. Mai: Tommy Gorman, kanadischer Sportler und Sportfunktionär (* 1886)
- 17. Mai: Fritz Baumgarten, deutscher Fußballspieler (* 1886)
- 19. Mai: Lewis Watson, US-amerikanischer Leichtathlet (* 1895)
- 23. Mai: Turu Rizzo, maltesischer Wasserballspieler und Freiwasserschwimmer (* 1894)
- 23. Mai: Frank Roberts, englischer Fußballspieler (* 1893)
- 27. Mai: Lauri Halonen, finnischer Leichtathlet (* 1894)
- 30. Mai: Joseph Pearman, US-amerikanischer Leichtathlet (* 1892)

### Juni
- 02. Juni: Petter Martinsen, norwegischer Turner (* 1885)
- 02. Juni: Alan Pennington, britischer Leichtathlet (* 1916)
- 03. Juni: Donald Gwinn, US-amerikanischer Leichtathlet (* 1902)
- 03. Juni: Henri Wernli, Schweizer Schwinger und Freistilringer (* 1898)
- 08. Juni: Antonio Urdinarán, uruguayischer Fußballspieler (* 1898)
- 09. Juni: Philip Rogers, kanadischer Segler (* 1908)
- 13. Juni: Christian Hansen, dänischer Turner (* 1891)
- 13. Juni: René Mercet, Schweizer Fußballschiedsrichter (* 1898)
- 13. Juni: Francis Richards, britischer Segler (* 1880)
- 15. Juni: Dāvids Veiss, russischer Sportschütze (* 1879)
- 16. Juni: Ralph Rensen, britischer Motorradrennfahrer (* 1933)
- 22. Juni: George Strange, kanadischer Ruderer (* 1880)
- 23. Juni: Richard Gunn, britischer Boxer (* 1871)
- 25. Juni: Vincenzo Colli, italienischer Skilangläufer (* 1899)
- 28. Juni: Arthur Allers, norwegischer Segler (* 1875)
- 28. Juni: Cesare Zanzottera, italienischer Radrennfahrer (* 1886)
- 30. Juni: Conrad Trubenbach, US-amerikanischer Schwimmer und Wasserballspieler (* 1882)

### Juli
- 02. Juli: Kléber Balmat, französischer Skisportler (* 1896)
- 03. Juli: Petar Graf Orssich, österreichischer Automobilrennfahrer und Adeliger (* 1907)
- 04. Juli: Max Breunig, deutscher Fußballspieler (* 1888)
- 09. Juli: Jozéf Popowski, polnischer Radrennfahrer (* 1904)
- 14. Juli: Albert Bogen, österreichisch-ungarischer Fechter (* 1882)
- 14. Juli: Édmond Dharancy, französischer Turner (* 1887)
- 15. Juli: Robert Marchal, französischer Leichtathlet (* 1901)
- 20. Juli: Sigfrid Jacobsson, schwedischer Marathonläufer (* 1883)
- 23. Juli: Arthur Wiggins, britischer Ruderer (* 1891)
- 26. Juli: Eino Forsström, finnischer Turner (* 1889)
- 30. Juli: Rudolf Schilberg, österreichischer Gewichtheber und Sportfunktionär (* 1894)

### August
- 01. August: Martin Koch, deutscher Radrennfahrer (* 1887)
- 14. August: Thomas Aass, norwegischer Segler (* 1887)
- 20. August: Erik Lundqvist, schwedischer Sportschütze (* 1896)
- 21. August: Pierre d’Hugues, französischer Fechter (* 1873)
- 22. August: Ossian Skiöld, schwedischer Leichtathlet (* 1889)
- 23. August: Beals Wright, US-amerikanischer Tennisspieler (* 1879)
- 27. August: Carl Ringvold junior, norwegischer Segler (* 1902)
- 29. August: Niels Petersen, dänischer Turner (* 1885)

### September
- 10. September: Ernest Payne, britischer Radrennfahrer (* 1984)
- 11. September: Josip Kosmatin, jugoslawischer Radrennfahrer (* 1897)
- 13. September: Harry Isaacs, südafrikanischer Boxer (* 1908)
- 22. September: Guy de Luget, französischer Fechter (* 1884)
- 23. September: Romeo Neri, italienischer Turner (* 1903)
- 24. September: Tore Blom, schwedischer Leichtathlet (* 1880)
- 25. September: August Blaha, österreichischer Fußballspieler (* 1888)

### Oktober
- 06. Oktober: Frances Schroth, US-amerikanische Schwimmerin (* 1893)
- 13. Oktober: Artur Mabellon, französischer Bogenschütze (* 1888)
- 16. Oktober: Wilhelm Falk, deutscher Fußballspieler (* 1898)
- 20. Oktober: Kazimierz Laskowski, polnischer Säbelfechter (* 1899)

### November
- 06. November: Harry DeBaecke, US-amerikanischer Ruderer (* 1879)
- 06. November: Fred Etchen, US-amerikanischer Sportschütze (* 1884)
- 06. November: Albert Brehme, deutscher Bobfahrer (* 1899)
- 08. November: Fritz Haller, österreichischer Gewichtheber (* 1908)
- 08. November: Herb Vollmer, US-amerikanischer Schwimmer und Wasserballspieler (* 1895)
- 09. November: Ferdinand Bie, norwegischer Leichtathlet (* 1888)
- 13. November: Karl Jansen, deutscher Gewichtheber (* 1908)
- 16. November: Henry Hawtrey, britischer Leichtathlet (* 1882)
- 18. November: Hjalmar Heerup, dänischer Fußballspieler (* 1886)
- 18. November: Clarence Pinkston, US-amerikanischer Wasserspringer (* 1900)
- 21. November: Edward Dahl, schwedischer Mittel- und Langstreckenläufer (* 1886)
- 25. November: Hubert Van Innis, belgischer Bogenschütze (* 1866)
- 000November: Harry Smith, US-amerikanischer Langstreckenläufer (* 1888)

### Dezember
- 02. Dezember: George Simpson, US-amerikanischer Leichtathlet (* 1908)
- 05. Dezember: Aage Walther, dänischer Turner (* 1897)
- 07. Dezember: Albert Geromini, Schweizer Eishockeyspieler (* 1896)
- 15. Dezember: Jean Piot, französischer Fechter (* 1890)
- 15. Dezember: Miroslav Šustera, tschechoslowakischer Leichtathlet und Ringer (* 1878)
- 19. Dezember: Jacques Haller, belgischer Ruderer (* 1897)
- 19. Dezember: Kalle Kustaa Paasia, finnischer Turner (* 1883)
- 21. Dezember: Baldo Baldi, italienischer Fechter (* 1888)
- 22. Dezember: Gustaf Rosenquist, schwedischer Turner (* 1887)
- 24. Dezember: Jenő Réti, ungarischer Turner (* 1889)
- 27. Dezember: Henry Deloge, französischer Leichtathlet (* 1874)
- 27. Dezember: Willem van Rekum, niederländischer Tauzieher (* 1892)
- 30. Dezember: Lawrence McCormick, US-amerikanischer Eishockeyspieler (* 1890)

### Genaues Datum unbekannt
- Ervin Barker, US-amerikanischer Hochspringer (* 1883)
- Paul Robert, Schweizer Fechter (* unbekannt)
- Maurice de Wée, belgischer Degenfechter (* 1891)